# Mòrins
Els mòrins (llatí Morini, del gal Morinos, "mariners") foren un poble celta de la Gàl·lia Belga. Tenien al nord als menapis, a l'oest l'oceà, al sud els ambians i atrebats i a l'est no està establert. Claudi Ptolemeu esmenta dues de les seves ciutats: Gesoriacum o Bononia (Boulogne-sur-mer) i Taruenna (Thérouanne), a les que cal afegir Castellum Morinorum (Cassel) mes a l'interior. Sembla que el seu territori l'actual régió francesa del Nord-Pas de Calais i la província belga de Flandes Occidental. Malgrat que algunes fonts clàssiques els consideren germànics, o propers a aquesta ètnia, els estudiosos els inclouen entre els celtes basant-se en la toponímia i altres evidències.
Es creu que podien mobilitzar 25.000 homes el 57 aC. Juli Cèsar va venir al país dels mòrins quan anava cap a Britànnia. A la segona expedició el 54 aC va sortir de Portus Itius al país dels mòrins. Cèsar va fer la guerra als mòrins amb més èxit que als menapis i els va sotmetre amb facilitat. Es van revoltar en temps d'August, però foren derrotats per C. Carinas. Quan Bononia es va convertir en un port romà i Taruenna en ciutat romana, el país es va romanitzar ràpidament.

## Etimologia
Morini « Morins » es un mot derivat amb el sufix -no- que es retroba en el nom d'altres pobles celtes (Ruteni, Santoni, Turoni o Tigurini).
L'arrel és probablement el gal mori, mar, atestat amb la forma more al Glossari de Viena i glossat pel llatí mare, mar. De la mateixa manera, la forma derivada morici és glossada per marini. Morini constitueix doncs una variant de morici 'mariners' i podria significar « els del mar ». Es retroba aquesta arrel al nom dels pobles armoricans, d'Aremorici « els qui habiten davant del mar ». Mori és un parent proper del gal·lès môr i del còrnic i bretó mor.
Aquest terme es derivaria de l'indoeuropeu comú * mori « mar » o « llacuna » (més que *mari) que també va donar el germànic * mari « mer, llac », cf. l'anglès mere, l'alemany Meer, el neerlandès meer o el nòrdic antic marr, d'on el francès mare (estany), l'antic eslau morje i el llatí mare (« mar », d'on el català 'mar').